# Kensington (San Diego)

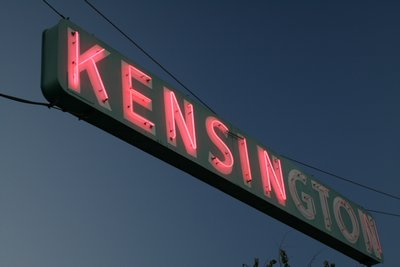
Letrero de neón de Kensington.

Para el pueblo de California en el Área de la Bahía de San Francisco véase Kensington.
Kensington es un barrio de la región de Mid-City de la ciudad de San Diego, California. El letrero de bienvenida de neón de "Kensington" se encuentra colgado en la Avenida Adams, considerada como un barrio cultural y un centro de negocios. Muchas calles de la comunidad tienen orígenes ingleses. El área residencial tiene una impresionante colección de casas del estilo español, muy popular en San Diego durante los años 1920, cuando Kensington fue construida. Kensington y Talmadge son algunas veces consideradas como una sola comunidad para propósitos oficiales de la ciudad.

## Geografía
Los límites de Kensington están definidos al oeste por la Interestatal 15, al norte por la Interestatal 8, al este por la Avenida Fairmount y al sur por El Cajon Boulevard.

## Educación
- Franklin Elementary School (Distrito Escolar Unificado de San Diego)

- Datos: Q6391415
- Multimedia: Kensington, San Diego / Q6391415